# Oftringen

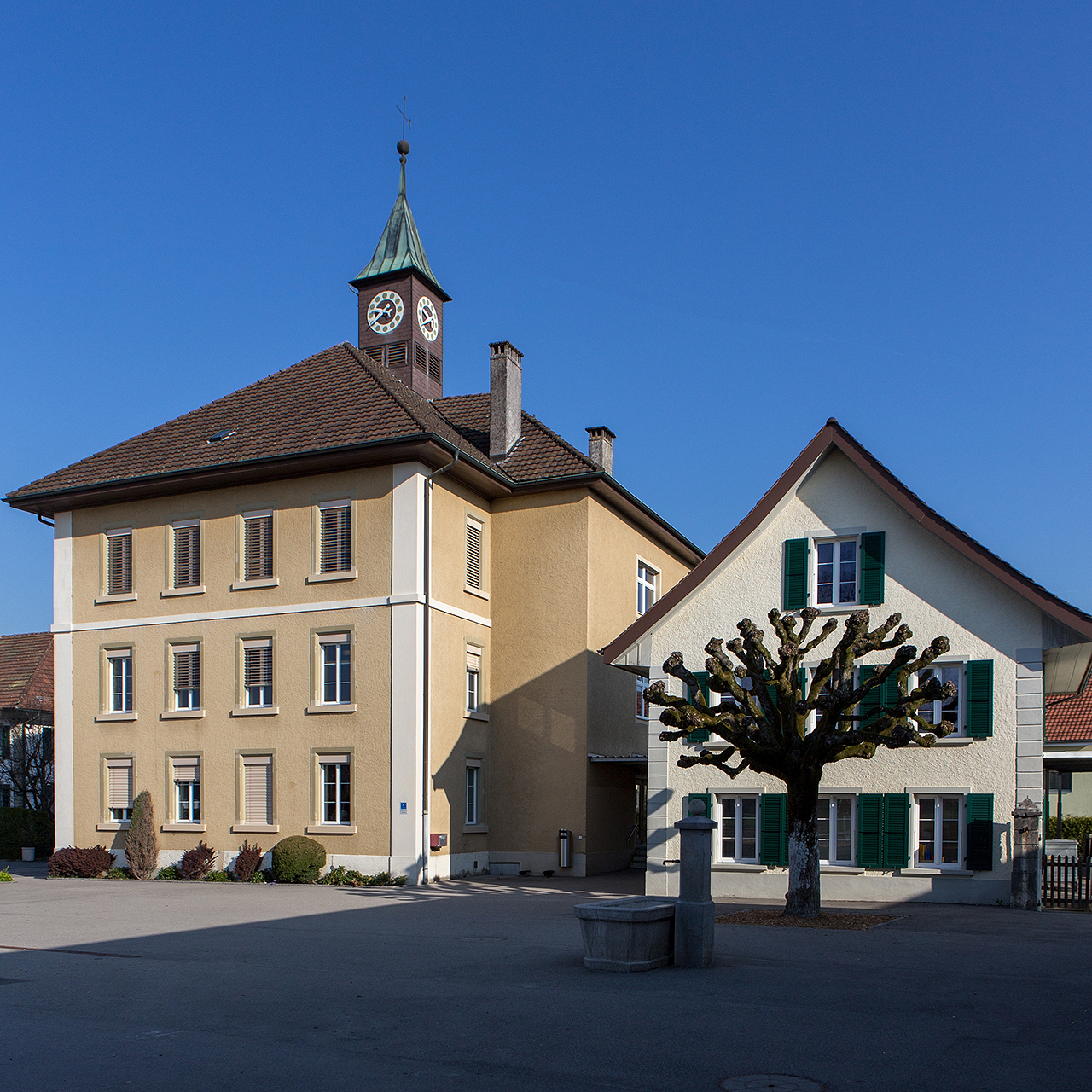
Skolhuset i Oftringen i det gamla ortscentrumet.

Oftringen är en ort och kommun i distriktet Zofingen i kantonen Aargau i Schweiz. Kommunen har 15 080 invånare (2023). Orten ligger strax norr om Zofingen, nära gränsen till kantonen Solothurn.
En majoritet (84,3 %) av invånarna är tyskspråkiga (2014). En italienskspråkig minoritet på 2,7 % lever i kommunen. 25,8 % är katoliker, 27,8 % är reformert kristna och 46,4 % tillhör en annan trosinriktning eller saknar en religiös tillhörighet (2014).